# Cooper Huckabee
Thomas Cooper Huckabee (Mobile, 8 maggio 1951) è un attore statunitense.

## Biografia
Nato in Alabama, compie gli studi alla Davidson High School e gioca a football alla University of Southern Mississippi. Inizia la sua carriera verso la metà degli anni settanta, facendosi notare al fianco di John Travolta in Urban Cowboy e partecipa a film come Il tunnel dell'orrore, Le strade della paura e Due sconosciuti, un destino.
Nel 1981 interpreta Euple Byrd, primo marito della cantante country Tammy Wynette, nel film per la televisione Stand By Your Man. Nel 1993 interpreta Henry Thomas Harrison nel film bellico Gettysburg. Nel corso degli anni si divide tra cinema e piccolo schermo, partecipando a numerose serie televisive. Nel 2009 appare nel videoclip del singolo A Dustland Fairytale dei The Killers, mentre nel 2010 partecipa alla terza stagione della serie televisiva True Blood, nel ruolo di Joe Lee Mickens.

## Filmografia parziale

### Cinema
- Peccati, jeans e... (The Pom Pom Girls) (1976)
- Gioco sleale (Foul Play), regia di Colin Higgins (1978)
- Urban Cowboy, regia di James Bridges (1980)
- Il tunnel dell'orrore (The Funhouse), regia di Tobe Hooper (1981)
- Caccia implacabile (The Pursuit of D. B. Cooper) (1981)
- A prova di vendetta (Eye of the Tiger) (1986)
- La fattoria maledetta (The Curse), regia di David Keith (1987)
- Le strade della paura (Cohen and Tate), regia di Eric Red (1988)
- Occhi nella notte (Night Eyes) (1990)
- Due sconosciuti, un destino (Love Field), regia di Jonathan Kaplan (1992)
- Gettysburg, regia di Ronald F. Maxwell (1993)
- Bad Girls, regia di Jonathan Kaplan (1994)
- Turbolence - La paura è nell'aria (Turbulence) (1997)
- La figlia del generale (The General's Daughter), regia di Simon West (1999)
- Space Cowboys, regia di Clint Eastwood (2000)
- Gods and Generals, regia di Ronald F. Maxwell (2003)
- Staunton Hill (2009)
- Django Unchained, regia di Quentin Tarantino (2012)

### Televisione
- La casa nella prateria (Little House on the Prairie) – serie TV, episodio 2x17 (1975)
- Assassinio allo stadio (Murder at the World Series), regia di Andrew V. McLaglen – film TV (1977)
- Il grigio e il blu (The Blue and the Gray) – miniserie TV (1982)
- La casa nella prateria - Ricordando il passato (Little House: Look Back to Yesterday), regia di Victor French – film TV (1983)
- Chase - Caccia mortale (Chase) – film TV (1985)
- Criminal Minds: Suspect Behavior – serie TV, episodio 1x12 (2011)
- NCIS - Unità anticrimine (NCIS) – serie TV, episodio 16x21 (2019)

## Doppiatori italiani
Nelle versioni in italiano delle opere in cui ha recitato, Cooper Huckabee è stato doppiato da:
- Fabrizio Temperini in True Blood, The Last Ship
- Gerolamo Alchieri in Criminal Minds: Suspect Behavior, Django Unchained
- Massimo Giuliani in Urban Cowboy
- Luca Ward ne La casa nella prateria - Ricordando il passato
- Massimiliano Lotti in Gettysburg
- Pierluigi Astore in The Shield
- Pietro Biondi in CSI - Scena del crimine (ep. 12x08)
- Enrico Di Troia in Criminal Minds
- Nicola Braile in Major Crimes
- Nino Prester in NCIS - Unità anticrimine